# Oliarus capeneri
Oliarus capeneri är en insektsart som beskrevs av Synave 1933. Oliarus capeneri ingår i släktet Oliarus och familjen kilstritar. Inga underarter finns listade i Catalogue of Life.